# Shanghai Knights
Shanghai Knights és una pel·lícula de 2003 de comèdia d'acció. És la seqüela de Shanghai Noon. Va ser dirigida per David Dobkin i escrita per Alfred Gough i Miles Millar, l'última pel·lícula d'un acord de distribució de 5 anys amb Spyglass Entertainment i The Walt Disney Company.

## Argument
En 1887, el pare de Chon (Jackie Chan) és assassinat i la persona que ha comès el crim fuig a Anglaterra. Amb tal de venjar-se, decideix demanar ajuda al seu amic Roy (Owen Wilson) per trobar-lo.

## Repartiment
- Chon Wang - Jackie Chan
- Roy O'Bannon - Owen Wilson
- Chon Lin/Looney Lin - Fann Wong
- Lord Nelson Rathbone - Aidan Gillen
- Wu Chan - Donnie Ien
- Charlie Chaplin - Aaron Johnson
- Arthur Conan Doyle - Thomas Fisher
- Jack l'Esbudellador - Oliver Cotton
- Pare de Chon Wang - Kim Chan
- Reina Victòria - Gemma Jones
- Liu - Tom Wu
- Thug - Brad Allan (no acreditat)

### Equip de Jackie Chan
- Brad Allan
- Nicky Li
- Ken El
- Wu Gang
- Park Hyun Jin
- Llegeix In Seob
- Han Kwan Hua

## Rebuda
Va aconseguir recaptar 88,323 milions de dòlars. Té una puntuació del 66% a Rotten Tomatoes.